# Tricimba flaviseta
Tricimba flaviseta är en tvåvingeart som beskrevs av Malloch 1931. Tricimba flaviseta ingår i släktet Tricimba och familjen fritflugor. Inga underarter finns listade i Catalogue of Life.